# 朱祁鋥
襄邑恭定王朱祁锃（1433年—1465年8月4日），明朝赵惠王朱瞻塙嫡四子，王妃王氏所生，赵简王朱高燧孙，明成祖曾孙。

## 生平
正统八年（1443年）十月赐名。正统九年（1444年）七月，明英宗派隆平侯张淳等为正使、给事中陈宜等为副使，各自持节册封朱祁锃为襄邑王。九月，给朱祁锃及其二哥临漳王朱祁鋆、三哥汤阴王朱祁𨧨岁禄各二千石，米钞各半。
景泰元年（1450年）四月，明代宗遣駙馬都尉焦敬等為正使、吏部右侍郎俞山等為副使，持節冊封臨漳縣典史魯昇的女兒為襄邑王妃。
景泰四年（1453年）七月，朱瞻塙奏称朱祁鋥王妃魯氏已薨，没有后嗣，想从本府地方軍民良家續選婚配，获准。景泰五年（1454年）五月，代宗遣駙馬都尉石璟等為正使、給事中李英等為副使持册封彰德衛致仕經歷高通的女兒為襄邑王妃。
成化元年（1465年）七月，朱祁鋥薨。明宪宗得知，輟朝一日，命有司按例祭葬，谥恭定。
朱祁锃去世后，禄米停止发放，因朱祁鋥嫡长子朱见滃奏称宮眷眾多，難於度日，成化二年（1466年）四月，明宪宗賜其食米每年三百石。成化四年（1468年）五月，朱见滃受册袭封。

## 评价
- 《弇山堂别集》卷072：敬順事上，純行不爽。

## 家庭

### 妻妾
- 王妃魯氏
- 王妃高氏
- 夫人周氏

### 子孙
1. 襄邑怀简王朱见滃，高王妃所生
2. 镇国将军→襄邑荣惠王朱见沂，周氏所生
3. 镇国将军朱见涎，成化十年（1474年）十月在世[11]